# Изофия донецкая
Изофия донецкая (лат. Isophya doneciana) — вид прямокрылых насекомых из семейства Настоящие кузнечики. Эндемик Донецкой возвышенности в восточной Украине. Питаются растениями.

## Описание
Длина тела самцов 17 — 20 мм, самок — до 18 мм, яйцеклад до 10 мм. Тело одноцветное зелёного цвета, иногда с не выраженными буроватыми точками. Усики одноцветные. Переднеспинка самца не длинная, с несколько вогнутой верхней стороной, без заметной перетяжки. В передней части она цилиндрической формы, в задней части сильно расширена и умеренно приподнята. Её задний край с широкой не глубокой выемкой. Надкрылья не длиннее, либо несколько короче переднеспинки. Их окраска зелёная с грязно-жёлтым диском. Надкрылья самки очень короткие со скошенным задним краем. Задние бедра снизу без шипиков. Брюшко сверху без полосок, зелёного цвета. Церки самцов тонкие, постепенно утончающиеся к вершине.

## Ареал
Эндемик Донецкой возвышенности в восточной Украине. Типовой материал собран в 1908 и 1931 годах в селе Провалье Свердловского района нынешней Луганской области.